# Teresa Astramowicz-Leyk
Teresa Ewa Astramowicz-Leyk (ur. 23 czerwca 1966 w Ornecie) – polska politolog, doktor habilitowana nauk społecznych, wykładowczyni akademicka.

## Życiorys
Absolwentka Liceum Ekonomicznego w Tczewie z 1985, w 1991 ukończyła studia w Wyższej Szkole Pedagogicznej w Olsztynie. Doktoryzowała się w 2000 w zakresie nauk humanistycznych (w dyscyplinie nauki o polityce) w Instytucie Zachodnim – Instytucie Naukowo-Badawczym im. Zygmunta Wojciechowskiego na podstawie pracy pt. Kształtowanie się myśli politycznej Wiktora Kulerskiego (1865–1935). Stopień doktora habilitowanego nauk społecznych uzyskała w 2014 na Wydziale Politologii i Studiów Międzynarodowych Uniwersytetu Mikołaja Kopernika w Toruniu w oparciu o rozprawę zatytułowaną Od idei pracy organicznej do społeczeństwa obywatelskiego. Przekaz międzypokoleniowy na przykładzie rodu Kulerskich.
Jako nauczyciel akademicki związana głównie ze szkołami wyższymi w Olsztynie. Została adiunktem w Instytucie Nauk Politycznych na Wydziale Nauk Społecznych Uniwersytetu Warmińsko-Mazurskiego. Powołana w skład zarządu głównego Polskiego Towarzystwa Nauk Politycznych, została sekretarzem tej organizacji. W pracy naukowej specjalizuje się w zagadnieniach z zakresu historii polskiej myśli politycznej oraz praw człowieka. Autorka publikacji m.in. poświęconych postaci Wiktora Kulerskiego.
W wyborach parlamentarnych w 1997 bez powodzenia ubiegała się o mandat poselski z listy Unii Pracy w województwie olsztyńskim (otrzymała 1857 głosów). Wybrana do zarządu regionalnego Nowoczesnej. W 2018 z listy Koalicji Obywatelskiej uzyskała mandat radnej sejmiku warmińsko-mazurskiego VI kadencji. Z powodzeniem ubiegała się o reelekcję w 2024. W trakcie VII kadencji opuściła klub radnych KO, a następnie weszła w skład nowo powołanego klubu Demokraci WM.
Jest żoną Wiktora Marka Leyka, urzędnika i działacza ewangelickiego, posła na Sejm PRL IX kadencji.